# 黄花瓦松
黄花瓦松（学名：Orostachys spinosus）是景天科瓦松属的植物。分布在朝鲜、俄罗斯、蒙古以及中国大陆的黑龙江、内蒙古、辽宁、甘肃、吉林、新疆、西藏等地，生长于海拔600米至2,900米的地区，多生于干山坡石缝中，目前尚未由人工引种栽培。